# Ciuyah (Waled)
Ciuyah is een bestuurslaag in het regentschap Cirebon van de provincie West-Java, Indonesië. Ciuyah telt 6562 inwoners (volkstelling 2010).